# Deba

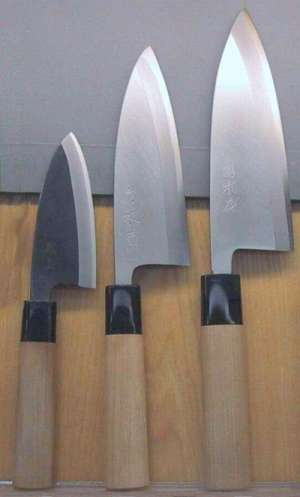
Typische Debas in verschiedenen Größen

Deba-Messer, auch Deba bōchō (jap. 出刃包丁) genannt, sind japanische Hackmesser (Hōchō), die hauptsächlich dazu genutzt werden, Fisch, aber auch Huhn und Rind zu zerlegen.
Sie sind einseitig geschliffen, was eine optimale und gerade Schnittführung gewährleistet. Die Dicke der Klinge beträgt bis zu 6 mm. Debas kommen in unterschiedlichen Größen bis ca. 30 cm vor. Die ersten Deba-Messer tauchten während der Edo-Zeit in Sakai, Izumi (heute Osaka) auf und wurden meist von jungen Schwertschmieden oder Lehrlingen gefertigt.
Neben industriellen Produktionen gibt es bis heute mehrere Traditionsbetriebe, die Debas in aufwändiger Handarbeit aus mehreren Lagen unterschiedlicher Stahlsorten schmieden. Diese Messer sind meist als Zeichen der handwerklichen Güte vom Schmied signiert. Diese Tradition wurde von den Schwertschmieden übernommen, die ebenfalls standesgemäß nur die gelungenen Stücke mit ihrer Signatur versehen (sollten). Der traditionell leicht ovale Griff wird meist aus Magnolienholz hergestellt, die Klinge bei höherwertigen Messern von einer Büffelhornzwinge gehalten.
Meisterexemplare dieser Manufakturen werden ebenfalls aus traditionellen und damit nicht rostfreien, mehrlagigen Stählen hergestellt und können mehrere tausend Euro kosten. Da hier vor allen Dingen das Können des jeweiligen Messerschmiedes die Qualität und damit den Preis ausmacht, sind diese Produkte sehr gefragt, und die wenigen Schmiede führen lange Wartelisten.
Diese Messer sind herausragend in Materialqualität, Schärfe und Führigkeit, sind allerdings auch empfindlich und brauchen viel Pflege. Das regelmäßige Abziehen und Nachschleifen mit einem Nassschleifstein sowie das Einölen der Klinge mit Kamelienöl tragen zum jahre- und sogar jahrzehntelangen Erhalt hochwertiger japanischer Klingen bei.

## Handhabung
Obwohl das Deba ein „Hackmesser“ ist, wird es nicht „schlagend“ eingesetzt. Ein derartiges Vorgehen würde die Schneide ohne Weiteres beschädigen. Muss hartes Material durchtrennt werden, wird die Schneide auf das Schnittgut gesetzt und mit Handballendruck auf den Klingenrücken durch das Schnittgut gepresst. Alternativ werden Schläge mit dem Handballen auf den Klingenrücken vorgenommen. Dieser „drückende“ Schnitt ist als „hacken“ vom „ziehenden“ Schnitt japanischer Messer zu unterscheiden.